# Hillbilly (Zeitschrift)
Hillbilly war eine Zeitschrift für Country-Musik, die 1961 vom Schweizer Chuck Steiner gegründet wurde. Es war das erste Fachmagazin für Country-Musik in deutscher Sprache.

## Geschichte
Vorläufer waren Country Singin' and Pickin' News und Drifters Roundup, die in den 1950er Jahren vom Ole Hillbilly Drifters Club für Vereinsmitglieder herausgegeben wurden. Hillbilly erschien viermal pro Jahr und kostete pro Ausgabe 2.-DM/SFr. Die Redaktion bestand anfangs aus Charles Steiner, Walter Fuchs, Connie "Tex" Hat und E. Reinald Schumann. Später wirkte unter anderem Richard Weize mit.  Ab 1975 übernahm Schumann die Aufgabe des Herausgebers. Die Auflagenhöhe blieb immer im vierstelligen Bereich. 
Hillbilly erschien von 1961 bis 1980 in nahezu unveränderter Gestaltung und Umfang. Auf gewöhnlich 30 bis 40 Seiten gab es Infos aus der Country-Szene, Schallplattenkritiken und Hintergrundberichte. 